# Józef Karbowski
Józef Karbowski (ur. 25 października 1888 w Krakowie, zm. 7 maja 1956 tamże) – polski aktor teatralny, reżyser, pedagog, dyrektor Teatru Miejskiego w Bydgoszczy (1922–1925).

## Życiorys
Urodził się 25 października 1888 r. w Krakowie, w rodzinie Wawrzyńca i Wiktorii z Ziębów. W Krakowie ukończył gimnazjum filologiczne i Szkołę Dramatyczną Michała Przybyłowicza. Debiutował w 1907 r. w teatrze w Sosnowcu. W sezonie 1909/10 objął stanowisko reżysera w Teatrze Miejskim w Kaliszu. W latach 1910–1913 pracował w Teatrze Objazdowym Związku Artystów Dramatycznych, po czym przeszedł do Teatru Współczesnego w Warszawie.
Po wybuchu I wojny światowej, jako obywatel Austro-Węgier został przez Rosjan aresztowany i w 1915 r. wywieziony do Charkowa. Prowadził w tym mieście teatr przy Domu Polskim i pełnił różne funkcje społeczne. Po powrocie do kraju w październiku 1919 r. objął stanowisko naczelnego reżysera Teatru Wielkiego w Wilnie. Po kilku miesiącach przeniósł się do Bydgoszczy. W latach 1920–1922 był głównym reżyserem i aktorem w Teatrze Miejskim kierowanym przez Wandę Siemaszkową. Równocześnie wykładał w Szkole Dramatycznej założonej przez Siemaszkową przy Teatrze Miejskim. Umieszczał artykuły w „Gazecie Bydgoskiej”.
24 maja 1922 r. Magistrat bydgoski mianował go dyrektorem Teatru Miejskiego na okres jednego roku, to jest do końca sezonu 1922/1923. Od września 1923 r. przez dwa sezony prowadził teatr bydgoski na własny rachunek. W historii teatru bydgoskiego zapisał się wystawieniem dzieł polskiej klasyki, m.in. Dziadów A. Mickiewicza, Beatrix Cenci i Złotej czaszki J. Słowackiego, Wesela S. Wyspiańskiego, Judasza z Kariothu K. M. Rostworowskiego i Spadkobierców A. Grzymały-Siedleckiego. Za jego dyrekcji repertuar teatru obejmował klasykę polską i obcą, sztuki patriotyczne, obrazy historyczne, a także popularne widowiska. Dążył do popularyzacji teatru, organizował popołudniowe przedstawienia dla młodzieży szkolnej oraz koncerty muzyczne w wykonaniu bydgoskich orkiestr, podjął inicjatywę objazdów teatru po mniejszych miejscowościach. Jako reżyser w latach 1920–1925 przygotował 77 sztuk teatralnych.
Wobec planowanego w 1925 r. zjednoczenia teatrów miejskich Bydgoszczy, Grudziądza i Torunia pod jedną dyrekcją, nie stanął do konkursu na stanowisko dyrektora połączonych teatrów, zgłosił natomiast swoją kandydaturę na stanowisko dyrektora teatru w Katowicach. Po krótkim okresie kierowania tamtejszą sceną, następne sezony (1926–1929) spędził w wileńskiej „Reducie” jako reżyser i aktor. W latach 1929–1931 pracował w Teatrze Polskim w Warszawie. Jesienią 1931 r. wrócił na stałe do Krakowa na stanowisko aktora i reżysera (w okresie 1923–1925 również zastępcy dyrektora Juliusza Osterwy) w Teatrze im. J. Słowackiego. Został także wykładowcą w miejskiej Szkole Dramatycznej. W 1936 r. zaliczono go w poczet członków zasłużonych Związku Artystów Scen Polskich.
Podczas okupacji niemieckiej pracował jako urzędnik Zarządu Miasta w Krakowie. Po wyzwoleniu wrócił do pracy aktorskiej i reżyserskiej w Teatrze im. J. Słowackiego oraz pedagogicznej w Szkole Dramatycznej. W sezonie 1949/50 występował we Wrocławiu, a rok później w Poznaniu. Od jesieni 1951 r. do końca życia grał i reżyserował w krakowskim Teatrze im. J Słowackiego.
Był żonaty z aktorką Stanisławą ze Spieczyńskich, miał syna Tadeusza.
Zmarł 7 maja 1956 r. w Krakowie, pochowany na cmentarzu Rakowickim (kwatera PAS 24-zach-Katakumba Kurii Metropolitalnej).

## Ordery i odznaczenia
- Krzyż Oficerski Orderu Odrodzenia Polski (22 lipca 1953)[2]
- Krzyż Kawalerski Orderu Odrodzenia Polski (13 stycznia 1948)[3]
- Złoty Krzyż Zasługi (17 lutego 1938)[4]
- Srebrny Wawrzyn Akademicki (7 listopada 1936)[5]
- Medal 10-lecia Polski Ludowej (28 stycznia 1955)[6]

## Nagrody
- Nagroda Państwowa II stopnia za całokształt pracy artystycznej (1955)[7]